# Aechmea reclinata
Ananas-bois
Espèce
Classification phylogénétique
Aechmea reclinata, l’Ananas-bois, est une espèce de plantes à fleurs de la famille des Bromeliaceae, endémique de l'île de la Martinique dans les Antilles françaises.

## Description
L'espèce est épiphyte ou plus rarement terrestre. Les feuilles sont longues, vertes en forme de rosette, souvent avec des bords dentelés et parfois teintées de rouge. Elles sont pendantes, formant une touffe, longues de 0,6-1,6 m, lépidotes sur les deux faces. Les marges sont denticulées, à dents antrorses, longues d’environ 1 mm, brun clair, espacées de 2-8 mm. Les hampes florales sont pendantes, longues de 0,6-1 m, velues vers le sommet, couvertes de bractées dépassant les entre-nœuds, à base entourant l’axe, vertes à marges blanches et dentées, diminuées progressivement vers le haut de la hampe. Les inflorescences sont pendantes, longues de 20-30 cm, subcylindriques, à axe totalement velu à laineux. Les trois sépales sont blanchâtres, laineux, dépassant la bractée et terminés par une arête. Les trois pétales sont bleus, membraneux. Les fruits jeunes sont blanchâtres, brun grisé à maturité,.

## Répartition et habitat
Aechmea reclinata est endémique de l'île de la Martinique dans les Antilles françaises. On la trouve dans les forêts mésophiles et en bordure de mangrove.

## Protection
Aechmea reclinata a été identifiée récemment comme une espèce végétale rare et endémique de Martinique. Elle fut découverte en 1998 par une équipe du parc naturel régional de la Martinique (PNRM) (Ronald Brithmer (d), Fred Martail, Jean-Claude Nicolas, Marcel Bourgade) dans la zone d’arrière-mangrove de Génipa et identifiée par le botaniste Claude Sastre (d). Peu après sa découverte, les trois quarts de l’aire de répartition d’Aechmea reclinata ont été défrichés illégalement pour y planter de la canne à sucre. Elle est menacée d'extinction mais ne bénéficie pas de statut de protection.

## Utilisation
Les petits fruits sont comestibles et ressemblent à de mini-ananas. Elle sert aussi de plante ornementale.

## Systématique
Le nom correct complet (avec auteur) de ce taxon est Aechmea reclinata Sastre (d) & Brithmer (d).
Ce taxon porte en français le nom vernaculaire ou normalisé suivant : Ananas-bois.